# Амгаланта
Амгаланта́ (бур. Амгаланта — «спокойный, мирный») — улус в Хоринском районе Бурятии. Входит в  сельское поселение «Ашангинское».

## География
Расположен на левом берегу речки Нахала (правый приток Уды), в 54 км к северо-востоку от районного центра, села Хоринск, в 9 км к северо-западу от центра сельского поселения, села Георгиевское, в 4,5 км севернее региональной автодороги Р436 (Читинский тракт).

## Население
| 2002 | 2010 |
| ---- | ---- |
| 270  | ↘218 |

## История
В 1931 году в местности по речке Нахала образовано товарищество по обработке земли (ТОЗ) и возникло селение из 10—12 семей родов хубдууд, галзут и харгана хоринских бурят. 
Впоследствии на базе ТОЗа был организован колхоз имени III Интернационала. 
В 1944 году построена начальная школа (с 1991 года — основная, с 1996 — средняя школа, с 2013 — основная). 
В 1952 году улусы Амгаланта и Ашанга объединились в колхоз имени Ленина. В 1953 году хозяйство вошло в состав колхоза «Анинский», ставшего в 1967 году совхозом «Георгиевский». Амгаланта стала третьим отделением совхоза. 
В 1997 году хозяйство было реорганизовано в СПК «Дружба». В новейшее время организованы крестьянско-фермерские хозяйства.

## Инфраструктура
Основная общеобразовательная школа, детский сад, сельский клуб, библиотека, фельдшерско-акушерский пункт.